# Звенячка
Звенячка (рос. Звенячка) — село в Хомутовському районі Курської області Російської Федерації.
Населення становить 79 осіб. Входить до складу муніципального утворення Сковородневська сільрада.

## Історія
Населений пункт розташований на території українського етнічного та культурного краю Східна Слобожанщина.
Від 2004 року входить до складу муніципального утворення Сковородневська сільрада.

## Населення
| 2002 | 2010 | 2015 |
| ---- | ---- | ---- |
| 181  | ↘103 | ↘79  |